# Jean-Pierre Muller
Pour les articles homonymes, voir Muller.
Jean-Pierre Muller, né le 23 mars 1910 à Luxembourg et mort le 11 septembre 1948 à Hosingen,, est un coureur cycliste luxembourgeois. Professionnel de 1930 à 1935, il a participé au Tour de France.

## Palmarès et résultats

### Palmarès sur route
- 1928
  -  Champion du Luxembourg sur route amateurs
- 1929
  - 2e du championnat du Luxembourg sur route indépendants
  - 3e du Grand Prix François-Faber
- 1930
  -  Champion du Luxembourg sur route indépendants
- 1931
  - 2e du championnat du Luxembourg sur route

### Résultats sur les grands tours

#### Tour de France
1 participation
- 1932 : 50e

### Palmarès en cyclo-cross
- 1929
  - 3e du championnat du Luxembourg de cyclo-cross
- 1930
  - 2e du championnat du Luxembourg de cyclo-cross
- 1931
  - 2e du championnat du Luxembourg de cyclo-cross
- 1932
  -  Champion du Luxembourg de cyclo-cross
- 1933
  - 2e du championnat du Luxembourg de cyclo-cross